# Chrenovec-Brusno
Chrenovec-Brusno es un municipio del distrito de Prievidza en la región de Trenčín, Eslovaquia, con una población estimada a final del año 2024 de 1413 habitantes.
Se encuentra ubicado al este de la región, cerca del río Nitra (cuenca hidrográfica del Danubio) y de la frontera con las regiones de Banská Bystrica y Žilina.

## Demografía
| Año        | 1994 | 2004    | 2014    | 2024    |
| ---------- | ---- | ------- | ------- | ------- |
| Población  | 1279 | 1335    | 1366    | 1413    |
| Diferencia |      | +4,37 % | +2,32 % | +3,44 % |

| Año        | 2023 | 2024    |
| ---------- | ---- | ------- |
| Población  | 1418 | 1413    |
| Diferencia |      | −0,35 % |